# Дэвид Боуи: Moonage Daydream
Moonage Daydream — документальный фильм об английском певце и авторе песен Дэвиде Боуи, вышедший в 2022 году. Режиссёром, сценаристом и продюсером проекта выступил Бретт Морген. В фильме демонстрируются ранее не публиковавшиеся кадры из личных архивов музыканта, включая концертные записи. Это первый фильм, созданный при поддержке и одобрении наследников Боуи.
Мировая премьера фильма состоялась на Каннском кинофестивале 2022 года, получив высокие оценки от кинокритиков. Moonage Daydream был выпущен в кинотеатрах 16 сентября 2022 года (IMAX в США). Фильм стал лауреатом «Грэмми» в номинации «Лучший музыкальный фильм», а также был номинирован на премию BAFTA. Название ленты отсылает к одноимённой песне Дэвида Боуи.

## Сюжет
Официальный синопсис ленты гласит:
Moonage Daydream освещает жизнь и гений Дэвида Боуи, одного из самых плодовитых и влиятельных артистов нашего времени. Полнометражная кинематографическая одиссея Бретта Моргена («Ребёнок остаётся в кадре», «Курт Кобейн: Чёртов монтаж», «Джейн»), рассказанная с помощью возвышенных, калейдоскопических, невиданных ранее кадров, перформансов и музыки, посвящена творческому, музыкальному и духовному пути Дэвида Боуи. Фильм основан на собственном рассказе Дэвида Боуи и является первым фильмом об этом музыканте снятым с официального одобрения его наследниками.

## Производство и релиз
В 2021 году Variety сообщила, что Бретт Морген работает над неким фильмом посвящённым Дэвиду Боуи, «в течение последних четырёх лет, официальное название которого не разглашается». Вскоре стало известно, что это будет первый фильм созданный с одобрения наследников артиста. Работая в сотрудничестве с семьёй музыканта, Морген получил доступ к архиву из пяти миллионов различных предметов, включая картины, рисунки, записи, фотографии, фильмы и дневники. Тони Висконти, который много лет сотрудничал с Боуи в качестве продюсера, был приглашён стать музыкальным руководителем этого проекта.
Официальный тизер-трейлер фильма был выпущен на YouTube 23 мая 2022 года. Релиз полной версии трейлера состоялся 27 июля.
Мировая премьера Moonage Daydream состоялась на Каннском кинофестивале — 23 мая 2022 года. Премьера фильма в кинотеатрах должна пройти 16 сентября 2022 года (IMAX). Также ожидается, что он будет выпущен на стриминговом сервисе HBO Max весной 2023 года.

## Отзывы
Рейтинг фильма на сайте Rotten Tomatoes составляет 92 % на основе 166 обзоров со средней оценкой 8/10. Согласно единодушному мнению критиков веб-сайта, «Представляющий собой аудиовизуальное наслаждение для поклонников Боуи, Moonage Daydream использует неординарный, правильный подход к освещению [истории] одного из самых переменчивых исполнителей современной музыки». На сайте Metacritic, оценка фильма составляет 82 из 100 на основе 31 рецензии, что приравнивается к статусу «всеобщее признание».
Оуэн Глейберман из Variety писал: «Мы и раньше видели триповые документальные фильмы, но Морген, кажется, создал эту ленту, чтобы воплотить рок-н-ролл. […] При просмотре „Moonage Daydream“, вы узнаете важные факты, о которых не слышали, а также краеугольные моменты, которым, как правило, уделяют мало внимания (за весь фильм вы даже не увидите ни одной обложки). Вы станете ближе, чем можете ожидать, к холодной сексуальной загадке того, кем на самом деле был Дэвид Боуи». Рецензент Vogue высоко оценил монтаж и саундтрек фильма, назвав его «поразительным, напыщенным, новаторским, захватывающим и одним из лучших фильмов о любом артисте или музыканте, в моей жизни. […] Морген [собрал] завораживающий коллаж звука и визуализации, которые очаруют и обогатят любого поклонника Боуи и, по-видимому, сделают новым фанатом музыканта любого, кому посчастливится впервые столкнуться с его миром по-настоящему».
Питер Брэдшоу в своем обзоре для The Guardian поставил фильму пять баллов из пяти. Он назвал ленту «великолепным, вызывающим восторг, монтажом», особо похвалив один из моментов «демонстрирующий, что его поклонники, по большей части восторженные молодые люди на шоу Hammersmith Odeon и Earl’s Court, ничем не отличались от самого Боуи: они превращаются в Боуи. Их преображенные лица выглядели как его лицо». Публицист веб-сайта RogerEbert.com Роберт Дэниелс, похвалил фильм, назвав его «напыщенным, чрезмерно возбуждающим, острым, жизнеутверждающим и рискованным обобщением идеала художника и его взросления как личности. Короче говоря, „Moonage Daydream“ — это фильм, которым Боуи гордился бы». В свою очередь Фионнуала Халлиган из Screen Daily назвала фильм «безупречным сенсорным путешествием с потрясающим звуком» и похвалила его постановку как «искусную и вдоволь необычную».
Рецензент Entertainment Weekly Джошуа Роткопф поставил фильму оценку «А−», похвалив музыкальные ремиксы Тони Висконти и отметив, что «Иногда повествование Моргена может казаться слишком дотошным и расплывчатым, […] Но сокращение сказалось бы отрицательно на рискованном подходе, [режиссёра]», который, как пишет Роткопфт, «мгновенно поднимает его усилия на вершину документальных фильмов о Боуи». Сиддхант Адлаха из IndieWire поставил фильму оценку «B+», охарактеризовав его так: «Это в большей степени чувственный опыт, нежели последовательное повествование, [Moonage Daydream] — это о том, как нащупать свой путь в хаотичном мире с Зигги Стардастом в качестве якоря». Автор статьи подытожил словами: «что касается музыкальных документальных фильмов, то это более амбициозный проект, чем всё, что вы, вероятно, увидите в течение ещё довольно долгого периода времени».